# 青木铃翁
青木鈴翁（日语：青木鈴翁，1935年10月4日—2018年8月21日）是日本一名琴古流尺八演奏家，二代青木铃慕，本名为青木静夫，被授予日本“人間國寶”称号。

## 职业生涯
出生于东京府，父亲是初代青木铃慕。从小在父亲身边学习。毕业于NHK邦楽技能者育成会。
昭和39年（1964年）他与山本邦山、横山勝也组成了「三本会」。他还与沢井忠夫一起参加了「民族音楽の会」。昭和50年（1975年）袭名2代目青木铃慕。于昭和51年（1976年）和昭和55年（1980年）获得了芸術祭 (文化庁)优秀赏。昭和53年（1978年）获得文化厅艺术祭大赏。平成2年（1990年）获得JXTG音楽賞、日本芸術院賞。平成11年（1999年）被认定为重要無形文化財保持者（俗称“人间国宝”）。同年，获得松尾芸能賞优秀赏。平成14年（2002年）获得紫綬褒章。平成28年（2016年）春の叙勲上获得旭日小綬章。他还曾在东京艺术大学担任过讲师。作曲有《物語一つ》《花火》等作品。儿子是三代青木铃慕。2018年长子彰时继承了他的名号之后，自己改称铃翁。
2018年8月21日因肺炎去世，享年82岁。

## 脚注
1. ↑   (PDF). 内閣府: 1. 2016-04-29  [2023-05-26]. （原始内容存档 (PDF)于2016-05-27）.
2. ↑  INC, SANKEI DIGITAL. . 産経ニュース. 2018-08-31  [2019-01-30]. （原始内容存档于2018-08-31）.